# Romeu de Vilanova
Romeu de Vilanova (1170 - 1250) (en francès Romieu de Villeneuve) va ser un ministre de Ramon Berenguer V de Provença, comte de Provença fill d'Alfons II de Provença.

## A laDivina Comèdia
Dante Alighieri parla de Romeu a La Divina Comèdia on se'l presenta com un figura humil i encara conscient dels seus deures. Dante narra una llegenda, recollida per Giovanni Villani a la Crònica (VI, 90), segons la qual Romeu hauria estat un fosc pelegrí el qual, de tornada de Santiago de Compostel·la, hauria resultat al servei de Berengari, provant la seva capacitat i honestedat amb els seus consells. En efecte, va multiplicar per dos el patrimoni del comte i el va ajudar a casar amb èxit les seves quatre filles. No obstant això, es va guanyar l'enveja dels senyors provençals, que el van acusar de traïció. Per aquesta raó va haver de deixar la cort, i va acabar els seus dies de nou en la pobresa.